# San Giuseppe (Comacchio)
San Giuseppe (La Funtàna nel dialetto locale; La Funteane in dialetto comacchiese) è una frazione di circa 3 000 abitanti del comune di Comacchio in provincia di Ferrara.

## Etimologia
Il nome del paese deriva dal santo omonimo a cui è dedicata la chiesa locale, la Chiesa di San Giuseppe in Bosco Eliceo.

## Storia
Compreso all'interno del Parco del Delta del Po, dista 8 km da Comacchio ed una cinquantina da Ferrara. Collocato sulla Strada statale 309 Romea, tra il mare e le Valli di Comacchio, il primo agglomerato sorse circa 2 secoli fa nei pressi della zona Pelandri al lato ovest della Romea, la zona più vecchia dove era ubicata la famosa fontana unica fonte idrica per decenni per il borgo e per tutti i paesi vicini come Comacchio, Codigoro, Magnavacca e Lagosanto. La Fontana simbolo del paese, è anche il nome col quale gli abitanti in dialetto chiamano il paese La Funtana appunto ed i suoi abitanti vengono chiamati i Funtanar.
Negli anni il borgo Pelandri si collegò alla vicina chiesa (al lato est della Romea) la chiesa di San Giuseppe in Bosco Eliceo e nacque ufficialmente la frazione di San Giuseppe.
Attualmente il paese si presenta come uno dei tanti piccoli centri rurali del basso ferrarese, un tempo però dopo il canale Guagnino nell'estremo ovest dove termina la frazione, vi era la valle (precisamente Valle Isola), dopo le bonifiche attuate dal regime fascista negli anni venti, venne fatta via valle isola, la strada che collega la frazione col capoluogo comunale.

## Economia
Il Paese si è esteso molto negli ultimi 10 anni, scelto da molte persone per stabilirsi e fare famiglia, dotato una buona zona artigianale, di un asilo e di una scuola elementare. San Giuseppe è inoltre il centro culturale del Bosco Eliceo, una vasta zona spontanea e di coltivazione della vite compresa tra la Romagna e la Bassa Emiliana, un tempo sviluppata in larga parte sul litorale comacchiese centro-nord, in zona Piallazza (all'altezza di Lido delle Nazioni, Lido di Pomposa e Lido degli Scacchi) ora quasi del tutto scomparsa, per la massiccia urbanizzazione dovuta alla costruzione di suddette località balneari, avvenute all'inizio degli anni cinquanta del secolo scorso e poi continuate nei decenni successivi, nonché simbolo della comunità rurale del comune di Comacchio, essendo San Giuseppe il primo centro della zona valligiana ad avere una vocazione agricola oltre che la classica ittica, per il fatto che come già detto, un tempo il borgo si affacciava sulle valli di Comacchio.

## Eventi e ricorrenze
La festa di San Giuseppe è il 19 marzo, in onore appunto al santo. Si festeggia , quindi, ogni anno "La Funtana in Festa" che dura all'incirca tre o quattro giorni.